# 蔵の街遊覧船
蔵の街遊覧船（くらのまちゆうらんせん）は栃木県栃木市の巴波川で運航する遊覧船および同船を運航する特定非営利活動法人（NPO法人）。水運で栄えた町の歴史を再現した遊覧船であり、2005年（平成17年）に市民有志が体験イベントとして運航を開始し、2009年（平成21年）より通年で運航するようになった。2011年（平成23年）にNPO法人を設立して以降は行政の補助なく経営を成り立たせ、栃木県外で船頭を養成するなど活動の幅を広げている。

## 遊覧船
水運で栄えた幕末から昭和初期の様子を再現したもので、都賀船や部賀船と呼ばれる小舟で遊覧する。巴波川の流れに沿って、船頭が竿を使って操船する。船頭は「船が出るぞ」と声をかけ、これに呼応して乗客は「おー」と言いながら拳を突き出して発船する。運航中は船頭が栃木市や巴波川の歴史、郷土の物語を語り、途中で栃木河岸船頭唄（とちぎかしせんどううた）を披露する。船頭は全員がボランティアで、月1回集まって学習会で栃木市の歴史や文化などを学んでいる。乗客は川面から蔵の街並みを鑑賞することができ、一度乗船料を払えば当日中は乗り放題になるので、何度も乗船して船頭による語りの内容や歌声の違いを楽しむこともできる。なお、ペットの犬を連れて乗船することもできる。
年末年始を除き、天候と水量に問題がなければ毎日運航する。運航区間は幸来橋から瀬戸河原公園の間の約300 mで、これを往復して20分の船旅を提供する。乗船場所および待合所は倭町2番6号にあり、同所は遊覧船を運航するNPO法人の活動拠点でもある。この拠点は、巴波川沿いに建つ旧家を借用したもので、小江戸と呼ばれた栃木らしさを持つ建物である。
栃木県庁が登録した「とちぎ健康づくりロード」の「小江戸とちぎ 蔵の街並みを巡るコース」では、蔵の街遊覧船が最初のチェックポイントに設定されている。

## NPO
NPO法人としての蔵の街遊覧船は、2011年（平成23年）9月26日に発足した。発足前の遊覧船は「うずま川遊会」（うずませんゆうかい）が運航していた。2016年（平成28年）現在の船頭は11人、NPO法人の所属人数は26人である。保有する船舶は、平船4艘と屋形船1艘の計5艘である。NPOの会員による自作の船と船大工に発注して作ってもらった船がある。
2016年（平成28年）に、女性や高齢者が船頭として活躍している点を評価され、常陽銀行の主催する「常陽ビジネスアワード」の優秀賞を受賞した。この頃には法人運営が安定し、埼玉県志木市や青森県弘前市へ出張して遊覧船を運航したり、現地で船頭を養成したりする活動も開始した。

## 歴史

### NPO設立以前（-2011）
栃木の町は江戸時代に日光例幣使街道の宿場町（栃木宿）、および巴波川の舟運を利用した物資の集散地（河岸）として江戸と結び付いて発展し、小江戸と称された。往時は栃木から底の浅い都賀船で木材・麻・石灰・米などを積み出し、新波河岸（現・栃木市藤岡町部屋）で高瀬舟に積み替え、江戸へ出荷していた。現在でも巴波川沿いには、土蔵や塚田歴史伝説館や横山郷土館が建ち、当時の繁栄を現代に伝えている。しかし、舟運が途絶えると川は排水で汚れ、暗渠（あんきょ）化が検討されたこともあった。
栃木市は1988年（昭和63年）に栃木県庁から「誇れるまちづくり事業計画」の指定を受けたことを契機に蔵を活用したまちづくりに着手し、蔵の街大通りや巴波川綱手道の景観整備に着手した。巴波川綱手道では天然石舗装、ヤナギの植樹、擬木柵・街路灯・ポケットパーク設置などが実施された。行政による景観整備が進む中、2005年（平成17年）に栃木市役所、栃木市観光協会、栃木市商店街連合会、栃木商工会議所青年経営者会、栃木青年会議所など8団体が加盟して「うずま川遊会」が発足した。同会は川を活用した地域活性化に向けて活動を開始し、目の前に川はあれど船に乗った経験のある人は少ないということを発見、遊覧船の構想が浮上した。うずま川遊会は、まず船を借りてきて、イベントとして巴波川で運航すると、利用客から良い感触が得られた。そこで長さ6.6 mの船を自作し、夏と秋に開催したイベントで体験乗船を開催、合計11日で予想を上回る約1,500人の乗船者を集めた。うずま川遊会は翌年も継続することを決定し、不足する船頭の公募を開始した。

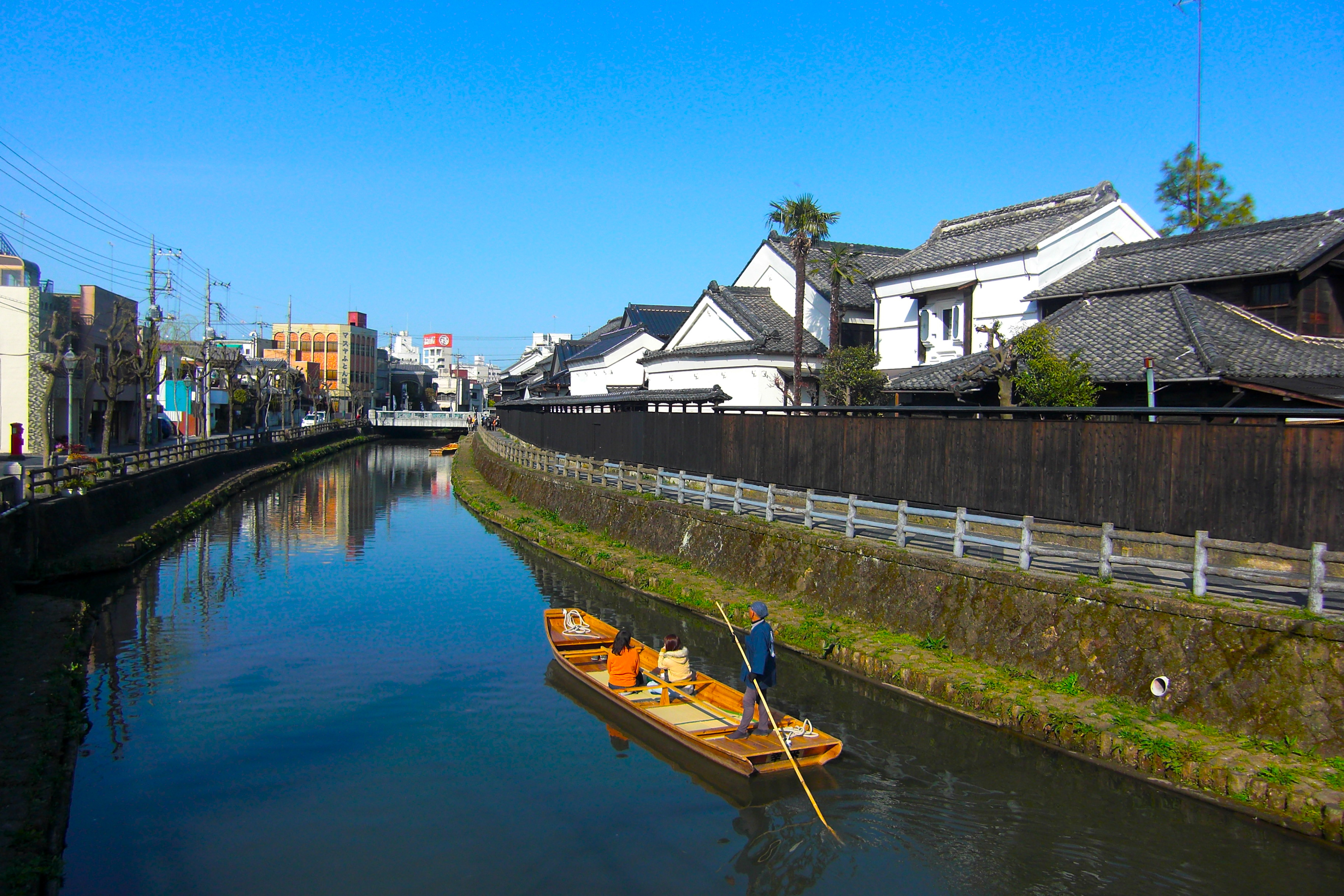
NPO化以前の遊覧船（2010年）

2006年（平成18年）より週末に定期運航するようになり、遊覧船の存在を知ってもらおうと行灯によるライトアップや、こいのぼりなど季節性のある装飾を実施するなど工夫を重ねたことで、乗船客は年々増加し、2007年（平成19年）には「栃木市の観光の目玉になっている」と報じられた。2009年（平成21年）6月1日には栃木市の歴史的町並み景観形成地区が都市景観大賞美しいまちなみ大賞（国土交通大臣賞）を受賞し、うずま川遊会が被表彰団体の1つとなり、同年7月1日から年末年始を除く毎日運航となった。これに合わせ、船を2艘から4艘に増強した。2010年（平成22年）5月1日には「蔵の街遊覧船待合処」が湊町に開所した。
2011年（平成23年）には、4月2日に東京・日本橋で開催予定の「日本橋お江戸舟運まつり」で舟運を再現してほしいとの依頼が小江戸サミット参加都市にあり、栃木市では巴波川から東京まで遊覧船を使って川下りする計画が持ち上がった。しかし東日本大震災が発生したため一旦中止が決定し、その後「日本に元気を与える祭り」として10月30日に延期開催した。栃木市からは東京まで120 kmの川下りを4日かけて実際に行い、まつりに参加した。

### NPO設立以降（2011-）

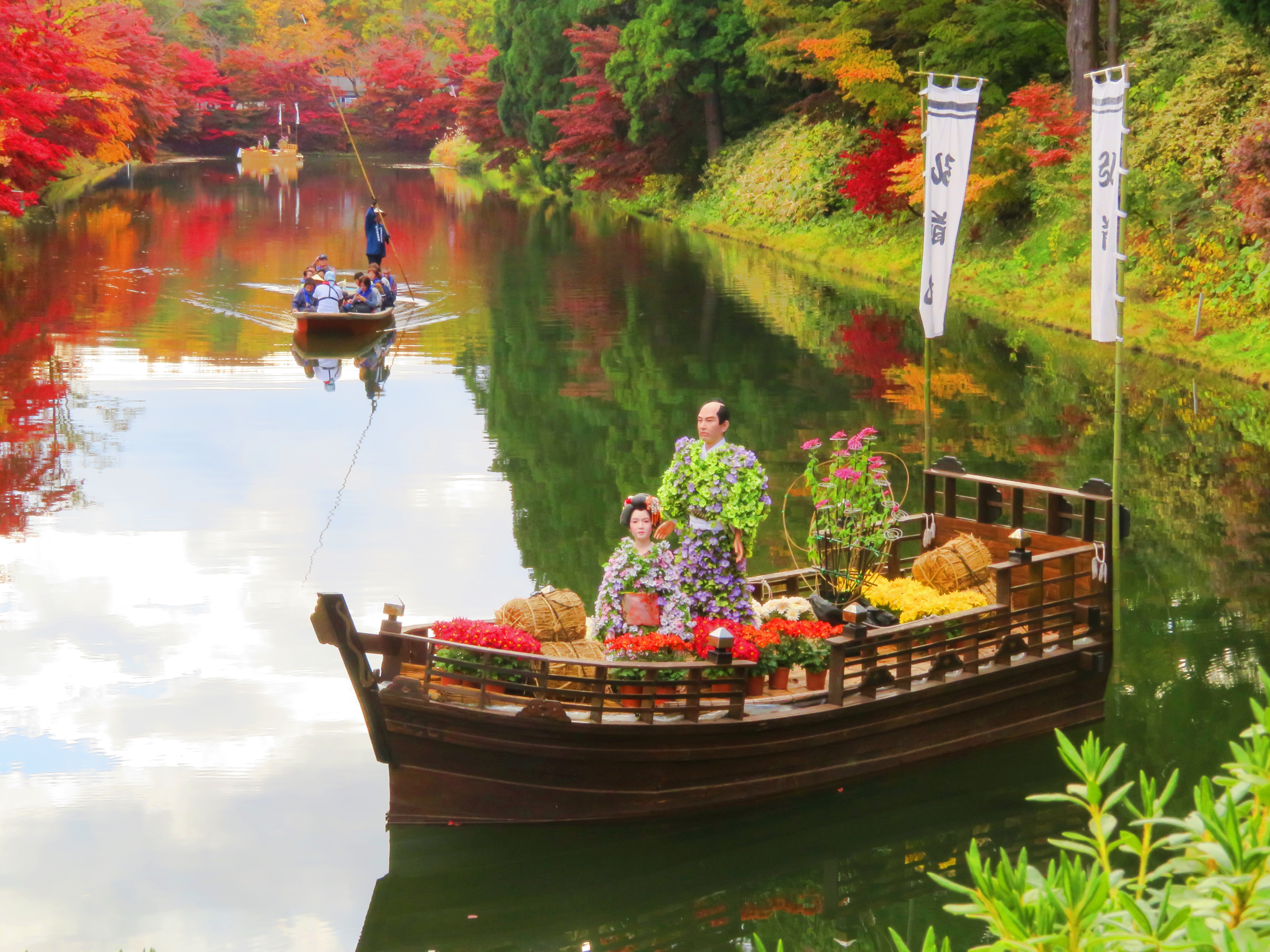
弘前城菊と紅葉まつりでの出張運航（2018年11月）

2011年（平成23年）9月26日、運航母体となるNPO法人「蔵の街遊覧船」を設立した。NPO法人化して以降は行政の補助金に頼らずとも乗船料を主とする収入で運営できるようになり、栃木市観光振興課から「まちづくりの理想形」と評価された。2017年（平成29年）には埼玉県志木市が新河岸川で和舟を運航するために船頭を募集することになり、その船頭育成を蔵の街遊覧船が引き受けた。また2018年（平成30年）10月 - 11月には青森県弘前市に出張し、弘前城の中堀で遊覧船を運航し、2019年（平成31年/令和元年）4月 - 5月の弘前さくらまつりでも運航し、6,000人超が乗船した。弘前出張の時期は栃木市での繁忙期と重なることや、「地元の人が船頭をやった方が喜ばれる」との考えから、蔵の街遊覧船は弘前でも船頭の養成を開始した。
2019年（令和元年）10月に台風19号（東日本台風）が襲来した際には、巴波川が氾濫して多量の土砂が堆積したため約2か月運休し、2020年（令和2年）3月には新型コロナウイルス感染症の流行による予約キャンセルが相次いだため長期運休に入った。また同年3月29日には東京オリンピックの聖火リレーで、ランナーを蔵の街遊覧船に乗せて聖火を運び、台風19号からの復興をアピールする計画であったが、3月24日にオリンピックそのものの1年延期が決定し、聖火リレーも延期となった。同年6月1日、乗船定員を22人から10人に減らし、栃木河岸船頭唄は録音したものを再生するという形で感染症対策を取り、運航を再開した。その後、感染拡大による再休止を約3か月続けて、2021年（令和3年）3月下旬に運航を再開した。同年3月28日には延期されていた聖火リレーが栃木市で行われ、栃木市出身の石川恋が遊覧船に乗って聖火をつないだ。

### 利用者数の推移

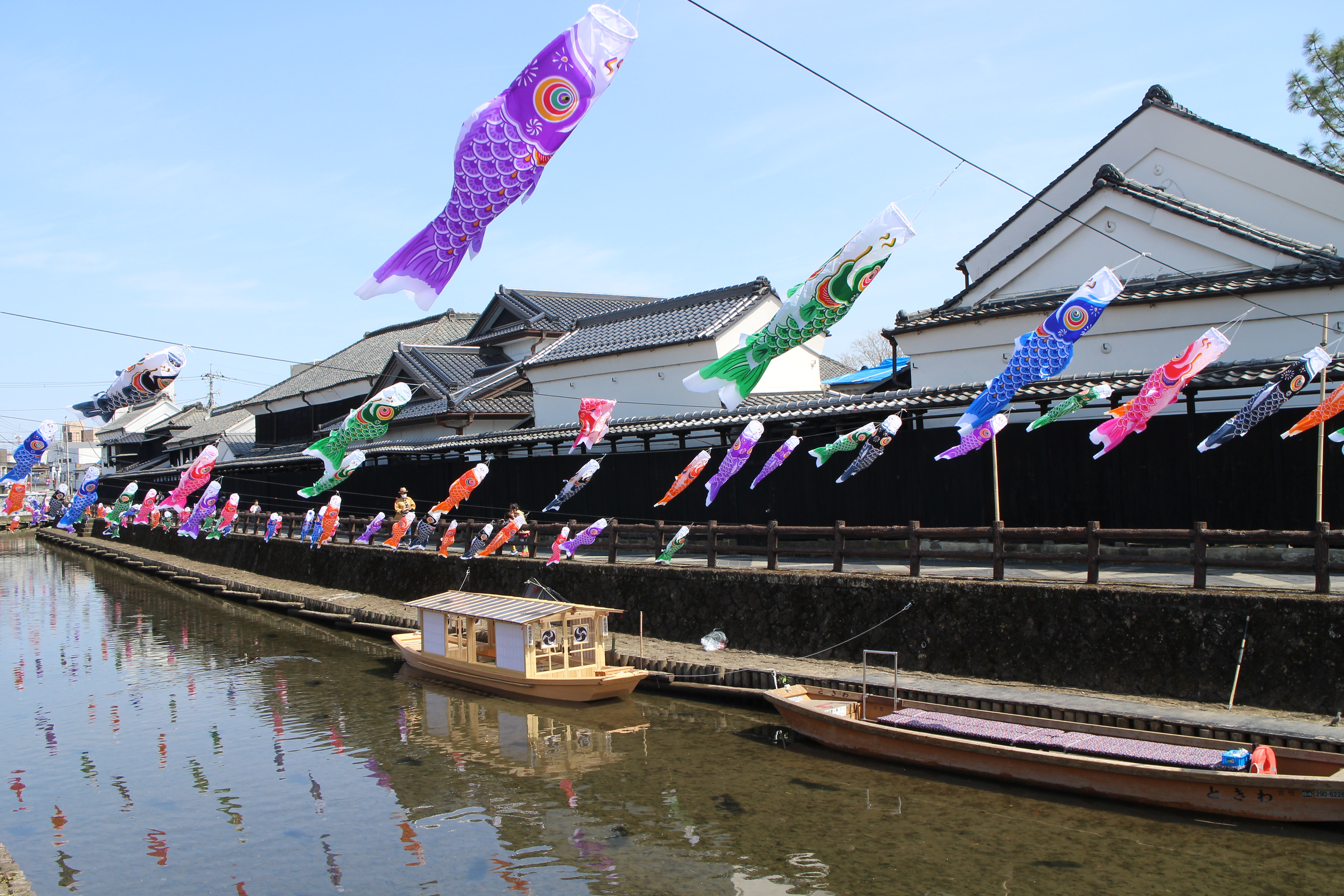
鯉のぼりと屋形船・都賀船

| 2005年   | 約1,500人  |
| 2008年   | 約6,400人  |
| 2009年   | 約30,000人 |
| 2010年度 | 29,927人   |
| 2011年度 | 21,107人   |
| 2012年度 | 22,349人   |
| 2014年度 | 23,980人   |
| 2016年度 | 31,901人   |
| 2018年度 | 42,401人   |